# Geneva Bible
Ne doit pas être confondu avec Bible de Genève.
La Geneva Bible est une traduction de la Bible en anglais publiée en 1560 à Genève par des érudits protestants exilés d'Angleterre sous le règne de Mary Tudor. Cette traduction est historiquement importante par son caractère novateur et par sa diffusion très importante. Outre un style énergique et vigoureux, cette Bible comprenait tout un choix de guides d'étude biblique et d'aides, des parallèles permettant au lecteur d'accéder aux nombreux versets bibliques cités ou en rapport avec le passage qu'il lisait, une introduction à chaque livre de la Bible qui résumait les sujets traités dans ce livre, des cartes, des tableaux, des illustrations et des index. 
Les techniques d'imprimerie mécanique ont permis de diffuser des quantités industrielles de cette Bible dans le grand public à un prix très modéré. Cette Bible a donc fait pénétrer les idées protestantes, et plus particulièrement calvinistes, surtout présentes dans les notes, très profondément dans la société anglaise à la fin du XVIe siècle puis dans les colonies américaines, où elle est introduite dès les débuts par les Pères pèlerins du Mayflower (1620).
Dès sa parution, la Bible de Genève supplante la Great Bible de 1539, première version autorisée par l'Église d'Angleterre. Selon la formule du théologien presbytérien américain Cleland Boyd McAfee, « elle a mis la Grande Bible hors jeu par le pur pouvoir de l'excellence ». Malgré la volonté royale de lui substituer la nouvelle version autorisée qu'est la King James Bible (1611), la Bible de Genève reste longtemps très populaire, en particulier chez les dissidents, et était encore en usage lors de la Révolution anglaise (1641-1651). La langue de la Geneva Bible influencera notablement celle de Shakespeare.

## Histoire

### Traduction de la Bible par les exilés anglais à Genève

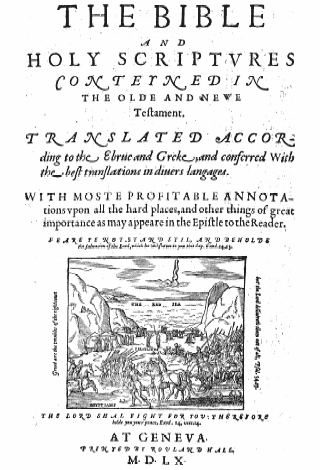
Frontispice de la Geneva Bible (1560) ; l'illustration représente le peuple d'Israël face à la mer rouge (Exode, chapitre 14, versets 15-31).

Sous le règne de la reine Marie 1re (1553-1558), un certain nombre de protestants, dont de nombreux savants, ont fui l'Angleterre pour se réfugier notamment à Genève, qui était alors une république placée sous la direction spirituelle et théologique Jean Calvin, et, plus tard, de Théodore de Bèze. Parmi ces savants se trouvait William Whittingham, qui organisa la rédaction de la Geneva Bible, en collaboration avec Myles Coverdale, Christopher Goodman, Anthony Gilby, Thomas Sampson, et William Cole. Whittingham était directement responsable de la traduction du Nouveau Testament, qui parut en 1557, tandis que Gilby supervisait l'Ancien Testament.
La première édition de la Bible complète, avec une version révisée du Nouveau Testament, parut en 1560 à Genève. (L'impression en Angleterre devra attendre 1576, le nouveau testament seul y ayant été imprimé séparément en 1575.)
Certaines éditions à partir de 1576 incluent les révisions du Nouveau Testament de Laurence Tomson. Certaines éditions à partir de 1599 utilisaient une nouvelle version dite « Junius » du Livre de l'Apocalypse, dans laquelle les notes étaient traduites d'un commentaire en latin de François du Jon. Le commentaire de du Jon, personnellement victime à plusieurs reprises des persécutions, est d'ailleurs d'une grande virulence anti-catholique.

### Diffusion
La première édition du Nouveau Testament fut imprimée à Genève en 1557. La première édition de la Geneva Bible complète, incluant un Nouveau Testament révisé, le fut en 1560 mais ne put être imprimée en Angleterre avant 1575 pour le Nouveau Testament et 1576 pour la Bible complète Bible. Elle fut toutefois importée en quantité pendant la période 1560-1576. Elle fut réimprimée plus de 150 fois ; la dernière réimpression est probablement celle de 1644. La Bible de Genève fut la toute première à être imprimée en Écosse, en 1579, année où fut votée une loi rendant obligatoire la détention de cette Bible, du moins dans chaque foyer disposant des moyens suffisants. Il faut dire que l'implication probable de John Knox et de Jean Calvin dans la traduction - car tous deux présents à Genève pendant les années de travail sur la traduction - avait rendu par avance la Bible de Genève particulièrement attrayante en Écosse.
Précédant de 51 ans la King James (Bible du roi Jacques), la Geneva Bible est la principale version de la Bible utilisée par les protestants anglais au XVIe siècle ; elle l'est notamment par William Shakespeare, Oliver Cromwell, John Knox, John Donne et John Bunyan, auteur du best-seller Pilgrim's Progress (Le Voyage du pèlerin, 1678). En raison de son orientation nettement calviniste dans l'ensemble de ses notes et commentaires, elle a été utilisée par de nombreux dissidents anglais, et était encore en usage lors de la guerre civile anglaise (1642-1651), sous la forme compacte de la "Bible de poche des soldats de Cromwell".
C'est également cette Bible qui a été emportée en Amérique par les pères pèlerins du Mayflower (1620) : le musée Pilgrim Hall Museum (en) en a recueilli plusieurs exemplaires ayant appartenu à des passagers du Mayflower et la Geneva Bible personnelle du gouverneur William Bradford est déposée à la bibliothèque de l'université Harvard. C'était également la Bible des fondateurs de la colonie de Jamestown, la plus ancienne colonie anglophone du continent (1607).

### Le roi JacquesIeret laGeneva Bible
En 1604, un an après avoir accédé au trône d'Angleterre, le roi Jacques Ier organisa et présida un colloque sur les questions religieuses, la conférence d'Hampton Court. Alors que les anglicans calvinistes et puritains s'attendaient à être plutôt favorisés par ce roi protestant d'origine écossaise, le roi Jacques Ier, qui n'avait invité à Hampton Court que bien peu de représentants du parti puritain, choisis parmi les plus modérés, ne cacha pas son opinion très critique envers la Bible de Genève, déclarant à la conférence: « Je pense que de toutes les bibles anglaises celle de Genève est la pire. » Son aversion pour la Bible de Genève ne portait pas tant sur la traduction que sur certaines des notes : en raison des démêlés qu'il avait eu en Écosse avec les chefs religieux presbytériens (donc calvinistes), il estimait que beaucoup de ces notes étaient « très partiales, fausses, séditieuses, et se complaisaient dans de trop nombreuses conceptions dangereuses et traîtresses... » Il trouvait que les interprétations fournies au sujet de certains passages bibliques étaient teintées d'un « républicanisme » anti-clérical, laissant entendre que la hiérarchie de l'Église était inutile et donc, hypothétiquement, que le besoin d'avoir un roi à sa tête, et pourquoi pas d'avoir un roi comme chef d'État pourrait être remis en question. De plus, le fait que ces idées se trouvent imprimées dans la Bible pouvait conduire les lecteurs à croire que ces interprétations étaient officielles et permanentes.

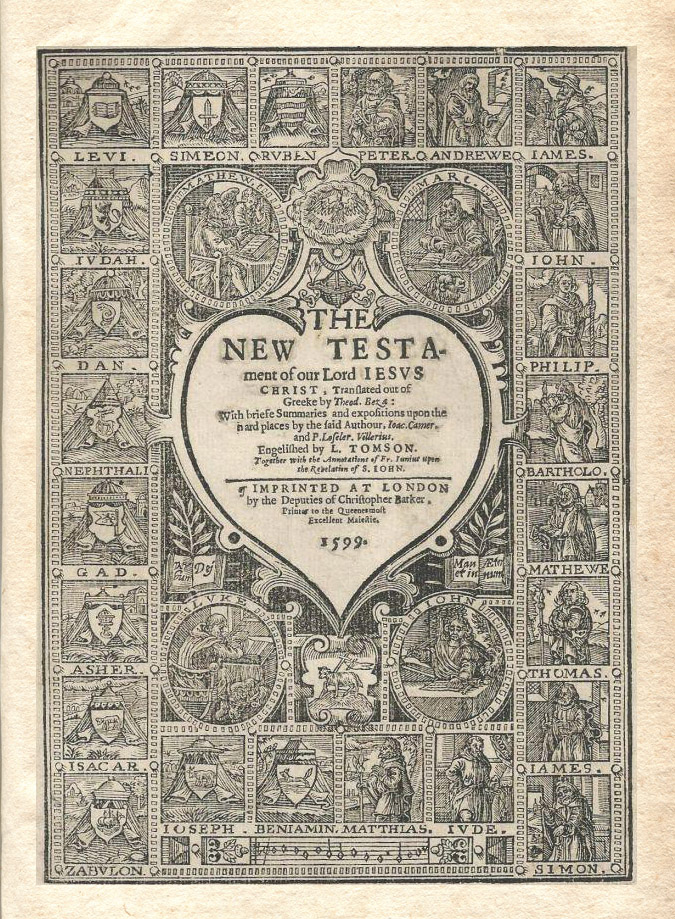
Frontispice d'une Bible de Genève datée de 1599 mais probablement imprimée entre 1616 et 1625.

Aussi, lorsque vers la fin de la conférence deux puritains suggérèrent qu'une nouvelle traduction de la Bible soit produite pour mieux unifier l'Église anglicane en Angleterre et en Écosse, Jacques Ier en adopta immédiatement l'idée. Il pouvait ainsi non seulement se débarrasser de ces notes gênantes, mais encore influer sur la nouvelle traduction de la Bible. Cette nouvelle traduction, dépourvue de notes, deviendra la version de la Bible la plus célèbre dans l'histoire de la langue anglaise et elle portera le nom de King James Bible, même si elle a été connue à l'origine sous le nom de « version autorisée » pour être lue dans les églises. Initialement, la King James, affectée par quelques défauts de jeunesse et soumise à la concurrence de la populaire Geneva Bible, ne se vendait pas bien, ce qui a poussé le roi Jacques a interdire de réimprimer la Bible de Genève. Cependant, pour répondre à la demande, l'imprimeur royal Robert Barker a continué à imprimer des Bibles de Genève même après l'interdiction, plaçant la date erronée de 1599 sur les nouveaux exemplaires imprimés entre 1616 à 1625.

## Particularités de laGeneva Bible

### Traduction
La Bible de Genève a été la première version anglaise dans laquelle la totalité de l'Ancien Testament a été traduite directement du texte hébreu même si certains livres de l'Ancien Testament l'avaient été auparavant (voir la Bible Tyndale, la Bible de Coverdale, ou la Bible de Matthew (en)). Il faut dire que le premier traducteur de la Bible en anglais, William Tyndale, avait dû aller dans le Saint Empire pour étudier l'hébreu, car en Angleterre l'édit d'Expulsion proscrivait les livres en hébreu.
Comme la plupart des traductions anglaises de l'époque, le Nouveau Testament a été traduit à partir d'éditions savantes récentes du Nouveau Testament grec. Pour plus de clarté et de fidélité au texte, les mots anglais qu'il a été nécessaire de rajouter pour la bonne compréhension mais qui sont absents dans les textes originaux sont en italique.
Le rendu anglais était essentiellement basé sur les traductions antérieures de William Tyndale et Myles Coverdale (plus de 80 % de la langue de la Bible genevoise provient de Tyndale).

### Numérotation des versets
La Bible de Genève a été la première Bible anglaise à utiliser des numéros de versets basés sur le système de numérotation de Robert Estienne, le célèbre imprimeur parisien, alors réfugié à Genève.

### Glose
Elle a également bénéficié d'un système élaboré de commentaires marginaux (ou glose). Ces annotations ont été introduites par Laurence Tomson, en traduisant pour la Bible de Genève les notes de Pierre Loyseleur sur les Évangiles, elles-mêmes tirées des commentaires de Joachim Camerarius. En 1576, Tomson a traduit et ajouté les notes de Pierre Loyseleur sur les épîtres, notes qui figuraient dans l'édition grecque et latine des épîtres publiée par Théodore de Bèze. À partir de 1599, les commentaires de François du Jon sur l'Apocalypse furent ajoutées, remplaçant les notes originelles dérivant de Jean Bale et de Heinrich Bullinger. L'ouvrage de Bale, L'Image des deux églises (The Image of both Churches), a eu une grande influence sur ces notes ainsi que le Livre des Martyrs de John Foxe. Les annotations de du Jon et de Bullinger-Bale sont explicitement anti-romaines et représentatives du millénarisme populaire protestant assez répandu à l'époque de la Réforme.

### Accessibilité

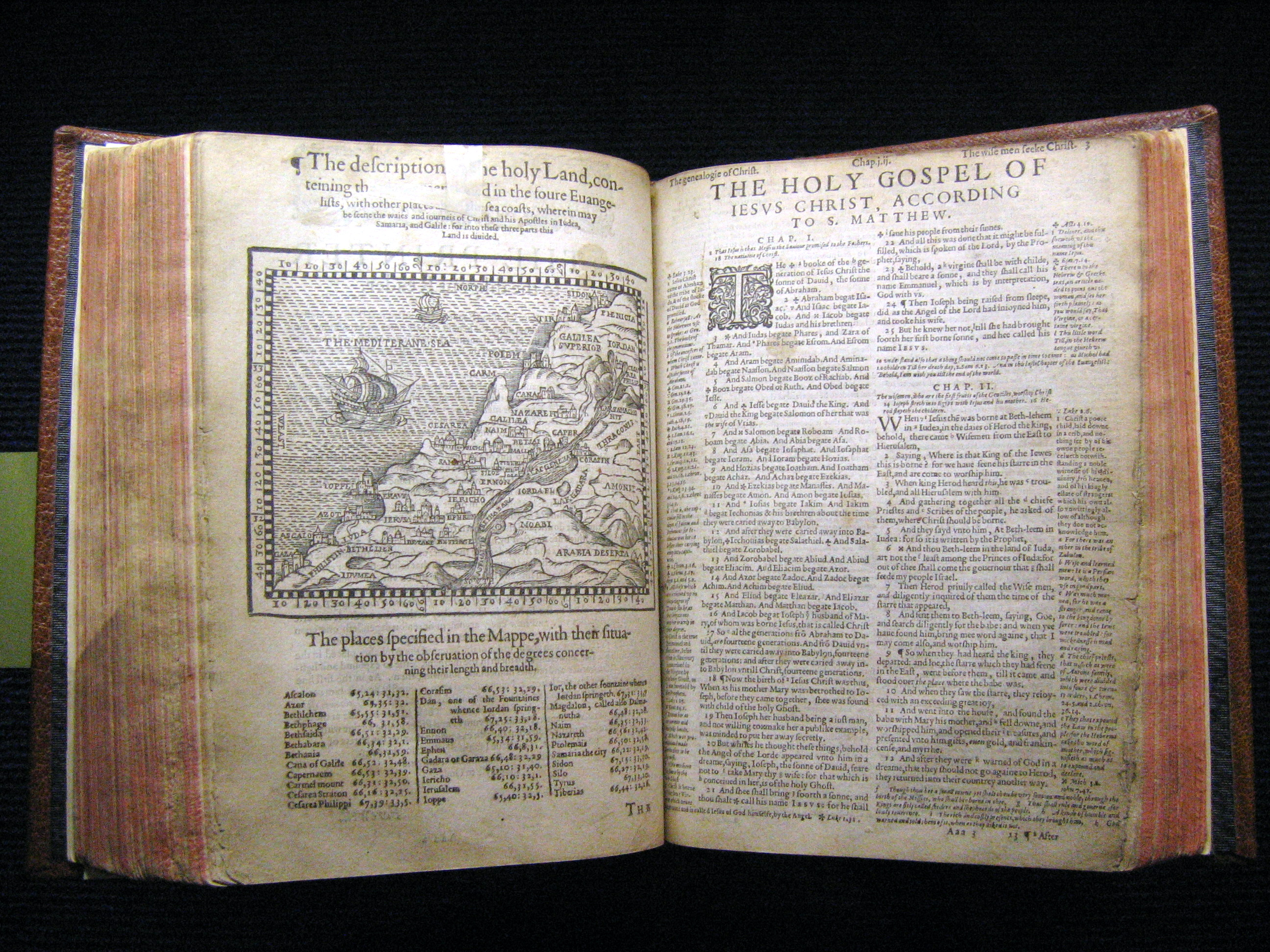
Geneva Bible

La Bible de Genève de 1560 a été imprimée en caractères romains - le type de police régulièrement utilisé aujourd'hui - alors que de nombreuses éditions utilisaient l'ancienne typographie gothique plus difficile à lire. Parmi les diverses traductions classiques ultérieures de la Bible en anglais, cette innovation ne fut reprise que par la traduction catholique Douay-Reims de 1582 (Nouveau Testament) et de 1609-1610 (Ancien Testament).
La Bible de Genève a également été publiée dans des tailles plus pratiques et plus abordables que les versions antérieures. La Bible de 1560 était au format in-quarto (218 × 139 mm), mais des éditions de poche in-octavo ont également été publiées, ainsi que quelques éditions grand format. Le Nouveau Testament a été publié à différents moments dans des tailles allant du in-quarto à in-32 (70 × 39 mm). À la fin du XVIe siècle, il est probable que le Nouveau Testament de Genève coûtait moins d'une semaine de salaire, même pour les ouvriers les moins bien payés.

### Illustrations, cartes et index
La Bible de Genève de 1560 contenait un certain nombre d'aides à l'étude, y compris des illustrations xylographiques, des cartes et des «tableaux» explicatifs, c'est-à-dire des index de noms et de sujets, en plus des fameuses notes marginales. Chaque livre était précédé d'un « argument » ou introduction, et chaque chapitre d'une liste de contenus donnant des numéros de versets. Les éditions de plus petit format pouvaient être non illustrées ou sans notes marginales, mais quelques grandes éditions ont en revanche eu des illustrations additionnelles, telles qu'une montrant Adam et Eve, où Adam porte une barbe et une moustache élisabéthaines typiques.

### Surnom
Une variante de la Geneva Bible publiée en 1579 est devenue célèbre sous le nom de "Bible des culottes" (Breeches Bible), du nom adopté pour le premier vêtement d'Adam et Eve, décrit dans le livre de la Genèse, chapitre 3, verset 7. Le passage est traduit en français comme suit "Les yeux de l'un et de l'autre s'ouvrirent, ils connurent qu'ils étaient nus, et ayant cousu des feuilles de figuier, ils s'en firent des ceintures.". Le mot ceintures est traduit par breeches (« culottes ») dans la Bible de Genève. La Bible du roi Jacques utilisera quant à elle le mot de "tabliers" (aprons). Des Geneva Bibles utilisant le mot breeches continueront néanmoins à être imprimées bien après la parution de la King James.

## Postérité

### Influence sur la langue anglaise

#### Influence sur la langue littéraire anglaise
La Bible de Genève a d'abord influencé deux générations de Britanniques, entre sa parution en 1560 et la montée en puissance de la King James version à partir de 1620, voire trois ou quatre générations parmi les puritains et non-conformistes ou en Écosse. Parmi eux les grands écrivains William Shakespeare (1564-1616), John Milton (1608-1674) et John Bunyan (1628-1688), dont la langue est parsemée d'expressions bibliques directement issues de leur connaissance intime du texte de la Bible de Genève,.
La langue de la Bible de Genève a aussi influencé l'anglais des traductions ultérieures de la Bible à commencer par la King James Version(voir ci-après).

#### Influence sur laKing James
Les études philologiques ont montré que la Geneva Bible a exercé une influence majeure sur la King James. Voici le relevé établi par Charles C. Butterworth :
| Origine du texte                 | % du texte de la King James | Commentaires               |
| -------------------------------- | --------------------------- | -------------------------- |
| Geneva Bible                     | 19 %                        |                            |
| Bible Tyndale                    | 18 %                        | y compris la Bible Matthew |
| Traduction de Coverdale          | 13 %                        | y compris la Grande Bible  |
| Traduction de Wycliffe           | 4 %                         | y compris ses sermons      |
| Bible des Évêques                | 4 %                         | y compris ses révisions    |
| Autres versions d'avant 1611     | 3 %                         |                            |
| Total                            | 61 %                        |                            |
| Matériau inédit de la King James | 39 %                        |                            |
| Total général                    | 100 %                       |                            |

De manière surprenante au regard de la motivation initiale de la création de la King James (voir historique plus haut), les notes de la Bible de Genève ont également été incluses dans plusieurs éditions de la King James,.

#### Influence sur les traductions concurrentes
Version de la Bible préférée des anglicans calvinistes, la Bible de Genève avait déclenché dès 1568, sous le règne d'Élisabeth Ire, une réaction des milieux anglicans épiscopaliens, qui firent paraître une nouvelle traduction, la Bible des Évêques. Toutefois, malgré la qualité de sa traduction, son langage souvent froid et compassé ne lui permet pas de rencontrer un grand succès. La Bible de Genève reste ainsi la plus populaire, et le restera très longtemps notamment parmi les puritains. Une mesure de ce phénomène est le décompte des rééditions des différentes versions : alors que la Bible de Genève connaît 120 ré-éditions entre 1560 et 1611, avec encore une édition par an de 1575 à 1618, 7 ans après la parution de la King James, la Bible des Évêques ne connaît que 22 rééditions entre 1568 et 1611. Durant la même période, la Grande Bible n'est plus imprimée que 7 fois, dépassant à peine le Nouveau Testament de Tyndale, 5 fois. C'est donc la Geneva Bible et non la King James qui a été la Bible de William Shakespeare (d'ailleurs décédé en 1616), d'Oliver Cromwell (1599–1658) et de John Bunyan (1628–88).
De même, en 1582 pour le nouveau Testament, en 1609 pour l'Ancien Testament et en 1610 pour la Bible complète, la communauté catholique fait paraître une traduction dite Bible de Douai (parfois appelée en anglais Douay-Rheims, du nom des lieux de sa traduction et de sa parution). La traduction est basée comme il se doit sur le texte latin de la Vulgate, mais les notes marginales font parfois appel aux sources hébraïques et grecques de la Vulgate. Le Nouveau Testament est réimprimé en 1600, 1621 et 1633, et les deux volumes de l'Ancien Testament le sont en 1635, mais aucun par la suite pendant une centaine d'années. Il faut dire que le texte, traduit par des clercs pétris de culture latine, est émaillé d'emprunts au latin qui ne sont pas loin de le rendre incompréhensible au commun des mortels. C'est le texte révisé par l'évêque Richard Challoner, paru entre 1749 et 1752 et fortement amélioré de ce point de vue, s'appuyer sur le texte de la Bible du roi Jacques, qui est aujourd'hui connu comme la « Bible de Douai ». De manière curieuse, c'est surtout la réfutation des notes (à la tonalité très anti-protestante) de cette Bible par le théologien anglican William Fulke de l'université de Cambridge en 1589 qui a fait connaître et circuler cette traduction catholique. En effet, Fulke avait fait figurer, en face du texte de la Bible des Évêques et de sa réfutation des notes de la Bible de Douai, l'intégralité du texte et des notes incriminées. La popularité considérable de son livre dépassa certainement celle de l'original !

### Influence sur le protestantisme américain
Bible favorite des puritains et des opposants à l’Église d'Angleterre, c'est naturellement la Geneva Bible et non la King James qui a été emportée en Amérique du Nord par les séparatistes puritains ou pères pèlerins (pilgrim fathers) à bord du Mayflower en 1620. Elle avait d'ailleurs déjà été celle des colons de Virginie, implantés à Jamestown à partir de 1607. Les recherches historiques ont prouvé que la Bible de Genève a été de loin la plus utilisée en Nouvelle-Angleterre, et la seule utilisée dans la colonie de Plymouth ; son influence fondatrice sur le protestantisme américain est donc majeure.